# 新大橋 (江東区)
新大橋（しんおおはし）は、東京都江東区の町名で、現行行政地名は新大橋一丁目から三丁目。住居表示実施済み区域である。

## 地理
東京都江東区の北西端部に位置し、深川地域に属する。北は墨田区千歳、東は森下、南は常盤、西は中央区日本橋浜町に接する。町域の西辺を隅田川と接する。また地区中央を東西に都道が貫く。

### 河川
- 隅田川
  - 新大橋

## 歴史

### 地名の由来
隅田川に架かる新大橋に由来する。

## 世帯数と人口
2023年（令和5年）1月1日現在（東京都発表）の世帯数と人口は以下の通りである。
| 丁目         | 世帯数    | 人口    |
| ------------ | --------- | ------- |
| 新大橋一丁目 | 1,157世帯 | 1,924人 |
| 新大橋二丁目 | 1,450世帯 | 2,467人 |
| 新大橋三丁目 | 1,027世帯 | 1,485人 |
| 計           | 3,634世帯 | 5,876人 |

### 人口の変遷
国勢調査による人口の推移。
| 年                 | 人口  |
| ------------------ | ----- |
| 1995年（平成7年）  | 2,950 |
| 2000年（平成12年） | 3,179 |
| 2005年（平成17年） | 4,222 |
| 2010年（平成22年） | 4,712 |
| 2015年（平成27年） | 5,402 |
| 2020年（令和2年）  | 5,897 |

### 世帯数の変遷
国勢調査による世帯数の推移。
| 年                 | 世帯数 |
| ------------------ | ------ |
| 1995年（平成7年）  | 1,220  |
| 2000年（平成12年） | 1,457  |
| 2005年（平成17年） | 2,056  |
| 2010年（平成22年） | 2,493  |
| 2015年（平成27年） | 3,070  |
| 2020年（令和2年）  | 3,507  |

## 学区
区立小・中学校に通う場合、学区は以下の通りとなる（2023年4月時点）。
| 丁目         | 番地 | 小学校               | 中学校                 |
| ------------ | ---- | -------------------- | ---------------------- |
| 新大橋一丁目 | 全域 | 江東区立八名川小学校 | 江東区立深川第二中学校 |
| 新大橋二丁目 | 全域 | 江東区立八名川小学校 | 江東区立深川第二中学校 |
| 新大橋三丁目 | 全域 | 江東区立八名川小学校 | 江東区立深川第二中学校 |

## 交通

### 鉄道
- 都営地下鉄新宿線、大江戸線 森下駅 - 駅の所在地は森下であるが、出入口が設けられている。

### バス
町域内には、新大橋停留所がある。以下の路線が通っており、東京都交通局により運行されている。
- 錦11系統（新大橋通り）

### 道路
- 東京都道50号東京市川線（新大橋通り）

## 事業所
2021年（令和3年）現在の経済センサス調査による事業所数と従業員数は以下の通りである。
| 丁目         | 事業所数  | 従業員数 |
| ------------ | --------- | -------- |
| 新大橋一丁目 | 85事業所  | 1,418人  |
| 新大橋二丁目 | 62事業所  | 557人    |
| 新大橋三丁目 | 65事業所  | 372人    |
| 計           | 212事業所 | 2,347人  |

### 事業者数の変遷
経済センサスによる事業所数の推移。
| 年                 | 事業者数 |
| ------------------ | -------- |
| 2016年（平成28年） | 215      |
| 2021年（令和3年）  | 212      |

### 従業員数の変遷
経済センサスによる従業員数の推移。
| 年                 | 従業員数 |
| ------------------ | -------- |
| 2016年（平成28年） | 2,352    |
| 2021年（令和3年）  | 2,347    |

## 施設
- 江東区立八名川小学校

## その他

### 日本郵便
- 郵便番号 : 135-0007[3]（集配局 : 深川郵便局[16]）。